# Jungle Menace

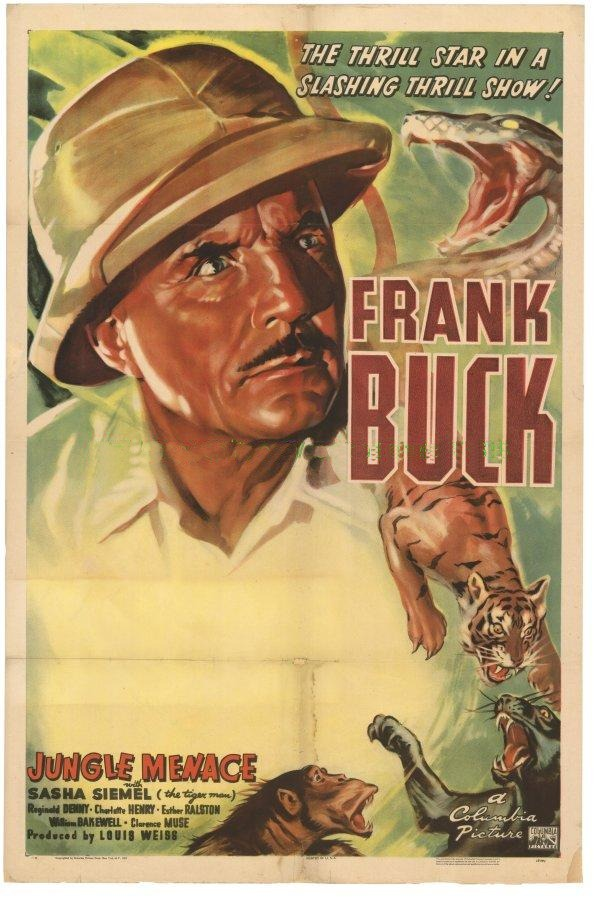
Affiche du film.

Jungle Menace est un film à épisodes américain réalisé par Harry L. Fraser et George Melford, sorti en 1937. C'est le premier serial produit par Columbia Pictures.

## Synopsis
Dans la province asiatique de Seemang, là où la baie du Bengale rencontre la jungle, Chandler Elliott possède une grande et prospère plantation d'hévéas. Sa jolie fille, Dorothy, est fiancée au planteur voisin Tom Banning. Ils expédient une cargaison de caoutchouc par bateau sur le fleuve pour la transporter vers un port maritime, mais le bateau est détourné par des pirates. Ils tuent l'équipage et volent la cargaison. Cela fait partie d'un complot de Jim Murphy, le directeur de la plantation d'Elliott, et d'autres personnes visant à forcer Elliott à vendre sa plantation. L'explorateur local Frank Hardy décide d'enquêter pour découvrir qui se cache derrière le complot.

## Fiche technique
- Réalisation : Harry L. Fraser et George Melford
- Scénario : George M. Merrick, Sherman L. Lowe, Harry Hoyt, George Melford, George Rosener, Arthur Hoerl, Dallas M. Fitzgerald, Gordon Griffith
- Producteur : Louis Weiss
- Producteur exécutif : Robert Mintz
- Photographie : Edward Linden, Herman Schopp
- Montage : Earl Turner
- Musique : Lee Zahler
- Distributeur : Columbia Pictures
- Durée : 15 chapitres (308 minutes au total)
- Date de sortie :
  - États-Unis : 26 octobre 1937

## Distribution
- Frank Buck : Frank Hardy
- Reginald Denny : Ralph Marshall
- LeRoy Mason : Murphy
- Richard Tucker : Robert Banning
- Duncan Renaldo : Roget
- William Bakewell : Tom Banning
- Charlotte Henry : Dorothy Elliott
- Matthew Betz : Det. Lt. Starrett
- Sasha Siemel : 'Tiger' Van Dorn
- George Rosener : The Professor
- John Davidson : Dr. Coleman

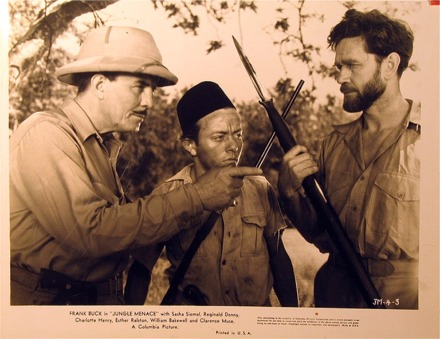
Photo promotionnelle pour Jungle Menace, avec Frank Buck (à gauche) et Sasha Siemel (à droite).

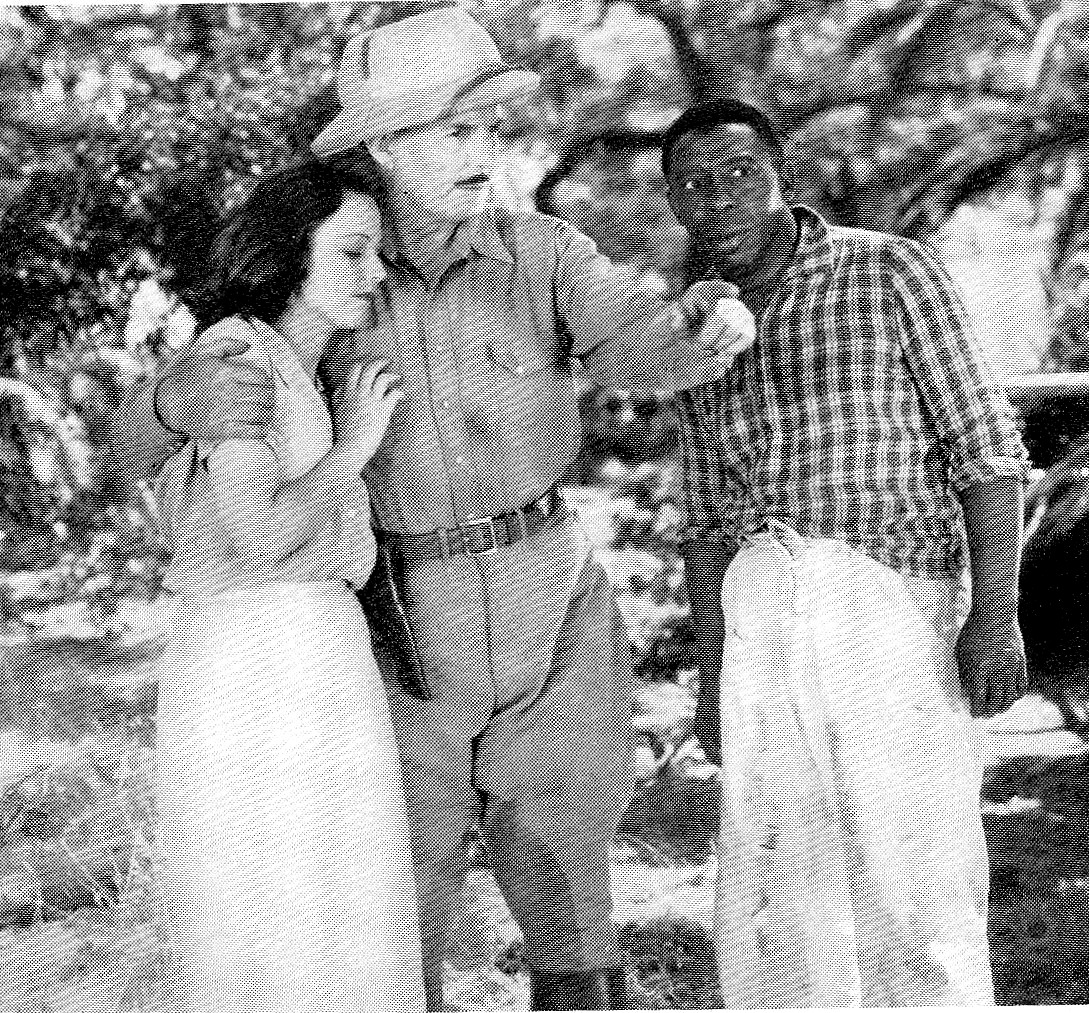
De gauche à droite: Charlotte Henry, Frank Buck, et Clarence Muse in Jungle Menace.

- Robert Warwick : DCI Angus MacLeod
- Tom London : le détective interrogeant Pete

## Production
Le film a été tourné à Stockton en Californie.

## Adaptation
En 1946, certaines scènes de Jungle Menace ont été réédités sous forme d'une adaptation de 70 minutes sous le titre Jungle Terror.